# Jorge Viana
Jorge Ney Viana Macedo Neves GOMM (Rio Branco, 20 de setembro de 1959) é um engenheiro florestal e político brasileiro filiado ao Partido dos Trabalhadores (PT). Foi governador do Acre e senador pelo mesmo estado, além de prefeito de Rio Branco. Foi também 1.º vice-presidente do Senado Federal.

## Início
Jorge Viana é engenheiro florestal formado na Universidade de Brasília (UnB). Nos anos 80, prestou assessoria ao movimento dos trabalhadores rurais e seringueiros e contribuiu com a criação da Fundação de Tecnologia do Acre (Funtac), instituição de pesquisa para manejo e uso sustentável dos recursos florestais, da qual se tornou dirigente durante a gestão do então governador Flaviano Melo (PMDB). Sua preocupação com a utilização de forma inteligente do potencial madeireiro do Acre o aproximou do ambientalista Chico Mendes, então presidente do Sindicato dos Trabalhadores Rurais de Xapuri.
Em 1990, sem nenhuma experiência anterior de disputa eleitoral, Viana aceitou o convite do Partido dos Trabalhadores para ser candidato a governador do Acre e tornou-se o primeiro candidato do PT a disputar o segundo turno de uma eleição estadual no Brasil.
Apesar da derrota eleitoral por treze mil votos de diferença em relação ao seu adversário, Edmundo Pinto, Viana contribuiu para a consolidação da Frente Popular do Acre, que menos de dez anos depois se tornaria a maior força política do estado.
Viana é membro do Diálogo Interamericano.

## Prefeito de Rio Branco
Em 1992 foi eleito prefeito de Rio Branco, capital do Acre, cidade que concentra cerca de 50% da população do Estado.
Após sua gestão como prefeito, Jorge Viana dedicou cerca de um ano contribuindo com o Ministério da Reforma Agrária do Brasil, incentivando o que chamou de projeto piloto de reforma agrária em parceria com municípios, a exemplo do que aconteceu em Rio Branco durante sua gestão na prefeitura.

## Governador do Acre
Em 1998, Jorge Viana disputou o governo do estado, numa aliança com o agora falecido Edson Cadaxo (PSDB), e obteve vitória no primeiro turno dia 3 de outubro. Nas mesmas eleições, seu irmão Tião Viana foi eleito senador pelo Acre. Em 2002, Jorge foi reeleito governador com 64% dos votos.
Durante seu governo, foi citado pela revista Time como liderança promissora para América Latina. Em 2003, Jorge Viana foi admitido pelo presidente Luiz Inácio Lula da Silva à Ordem do Mérito Militar no grau de Grande-Oficial especial.
Nas eleições de 2006, Jorge Viana não concorreu a nenhum cargo, mas conseguiu que seu sucessor, Binho Marques, fosse eleito para o período de 2007-2010.

## Senado

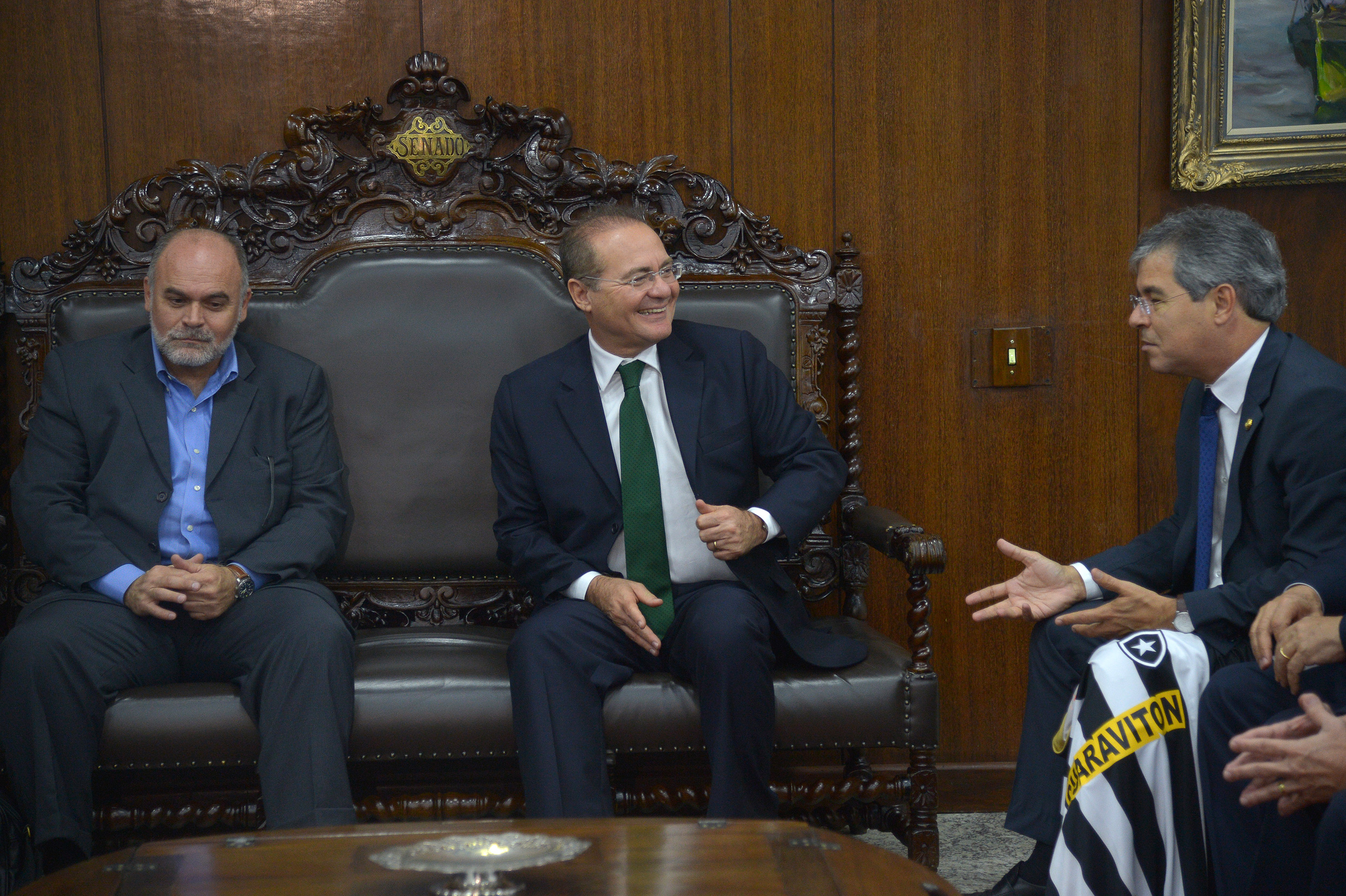
O presidente do Botafogo, Maurício Assumpção, o presidente do Senado, Renan Calheiros, e o senador Jorge Viana em reunião com representantes da União dos Grandes Clubes do Futebol Brasileiro - Clube dos Treze.

Em 2010 elegeu-se senador. Entretanto, sua campanha eleitoral foi investigada por suposta compra de votos. Uma juíza eleitoral, que havia lhe beneficiado com liminar suspendendo a apreensão de computadores usados em sua campanha, renunciou ao cargo.
Em 5 de dezembro de 2016, se tornou presidente do Senado com o afastamento de Renan Calheiros pelo Supremo Tribunal Federal. Porém, em 6 de dezembro de 2016, a Mesa Diretora do Senado decidiu aguardar a decisão do plenário do Supremo para cumprir a liminar do ministro Marco Aurélio Mello pedindo o afastamento de Renan da presidência. Mantiveram assim, Renan Calheiros no cargo de Presidente do Senado até que uma decisão deliberada entre todos os ministros do STF seja concretizada.
Em novembro de 2015, votou contra a prisão de Delcídio do Amaral.
Nas eleições de 2018, não conseguiu ser reeleito para o Senado Federal, obtendo a terceira colocação com 14,74% dos votos válidos.

## Pós-Senado
Em 2022, foi candidato ao governo do Acre, mas obtém a segunda colocação, com 24,21% dos votos válidos.
Em janeiro de 2023, foi nomeado presidente da Agência Brasileira de Promoção de Exportações e Investimentos (APEX).
Em 22 de maio de 2023, a nomeação de Jorge Viana foi anulada por uma juíza federal substituta da Justiça Federal do Distrito Federal por falta da fluência de conversação em inglês.
No dia 25 do mesmo mês, o afastamento de Jorge Viana na presidência da APEX do Brasil foi anulado pelo Tribunal Regional Federal do Distrito Federal.

## Desempenho eleitoral
| Ano  | Eleição                 | Partido | Cargo      | Votos   | %                 | Resultado  | Ref.   |
| ---- | ----------------------- | ------- | ---------- | ------- | ----------------- | ---------- | ------ |
| 1990 | Estaduais no Acre       | PT      | Governador | 34.868  | 28,34% (1º Turno) | Não eleito | [ 14 ] |
| 1990 | Estaduais no Acre       | PT      | Governador | 59.741  | 45,39% (2º Turno) |            | [ 14 ] |
| 1992 | Municipal de Rio Branco | PT      | Prefeito   | 28.203  | 32,00%            | Eleito     | [ 15 ] |
| 1998 | Estaduais no Acre       | PT      | Governador | 112.889 | 57,70%            | Eleito     | [ 16 ] |
| 2002 | Estaduais no Acre       | PT      | Governador | 165.574 | 63,58%            | Eleito     | [ 17 ] |
| 2010 | Estaduais no Acre       | PT      | Senador    | 205.593 | 31,77%            | Eleito     | [ 18 ] |
| 2018 | Estaduais no Acre       | PT      | Senador    | 117.200 | 14,74%            | Não eleito | [ 19 ] |
| 2022 | Estaduais no Acre       | PT      | Governador | 103.265 | 24,21%            | Não eleito | [ 20 ] |